# Romeo Grot
Ewald Romeo Cornelis Grot (Paramaribo, 13 juni 1955) is een Surinaams dichter en schrijver.
Grot ging in 1972 naar Nederland, waar hij als sociaal werker actief was. Hij was tot 1985 woonachtig in Nederland en debuteerde er met Ik (1973). Die eerste poëziebundel werd alleen gevolgd door verspreid verschenen werk in het Sranan en het Nederlands, gedichten die vaak op maat van voordracht gesneden zijn. Zijn novelle Georgette mi lobi (Georgette mijn lief, 1987) is  een aaneenschakeling van gebeurtenissen die een jong stel meemaakt op vakantie in de buurt van Albina tegen de achtergrond van de eerste jaren na de coup van 1980, maar is een opmerkelijk gebeuren als eerste zelfstandige uitgave van proza in het Sranan sinds Edgar Cairo's Temekoe uit 1969. Grot stelde poëzieagenda's samen en bracht in 1999 de cd Singi fu fri (Vrijheidsliederen) uit.  Grot is tevens leraar maatschappijleer.

## Publicaties
- “IK” (gedichten, 1973)
- Alles of Niets (gedichten, 1974)
- Aspasja, Purbe, Konsidere (bloemlezing gedichten en korte verhalen. Samen met Chey en Gladys Waterberg)
- Georgette, mi lobi (novelle in het Sranan, 1987)
- Raj Powpi (jeugdroman, 1989)
- De Bigibereman (jeugdroman, 1993)
- Singi fu fri (gedichten op muziek, 1999)
- Er tin tin! Tin tin tin; Sranan agersitori (sprookjes in het Sranan, 2009)
- Fu a lobi gi Sranan (bloemlezing uit het werk van Surinaamse dichters, 2017)

## Over Romeo Grot
- Michiel van Kempen, Lemma "Romeo Grot" in Een geschiedenis van de Surinaamse literatuur. Breda: De Geus, 2003, deel II, p. 1057-1058.